# 坝仔镇
坝仔镇，是中华人民共和国广东省韶关市翁源县下辖的一个乡镇级行政单位。

## 行政区划
坝仔镇下辖以下地区：
坝仔社区、岩庄社区、三坑村、新梅村、芙蓉村、梅村、辉星村、金星村、辉岭村、上爱村、珍田村、上洞村、蓝河村、良星村、珍珠村、鲁溪村、一心村、金鸡村、笋洞村、礼岭村、中洞村、半溪村、饶村和群辉村。